# Batalla de las Termópilas (191 a. C.)
La batalla de las Termópilas tuvo lugar en abril del 191 a. C. entre el ejército seléucida de Antíoco III y el ejército romano comandado por Manio Acilio Glabrión. 
Antíoco III, con un pequeño ejército y con la alianza de la Liga Etolia y de otros pueblos griegos, combatía contra los macedonios y algunas unidades romanas de apoyo, cuando la llegada del ejército de Manio Acilio Glabrión le hizo retirarse cerca de las Termópilas (ya lugar de una famosa batalla entre griegos y persas en el 480 a. C.). 
El comandante romano Manio Acilio Glabrión, que conocía la historia griega, se acordó de la existencia de un camino distinto para superar el paso de las Termópilas ya utilizado siglos antes por los persas para sorprender a los griegos. Casualmente, una unidad romana conducida por Marco Porcio Catón, ocupó un puesto avanzado que Antíoco había dispuesto para custodiar el camino. Consiguió así capturar a uno de los griegos y descubrir entonces la posición de la fuerza principal de Antíoco y que la guarnición que defendía el camino era de unos 600 etolios. El romano atacó a este pequeño contingente, que fue inmediatamente dispersado.
Entretanto, el grueso del ejército romano atacó al ejército principal de Antíoco que, cogido entre dos frentes, fue sonoramente derrotado. El mismo Antíoco fue golpeado en la boca por una piedra y perdió algunos dientes, y no le quedó otra que embarcarse en Eubea hacia Éfeso. Las regiones griegas aliadas se entregaron a los romanos.